# Премії імені М. В. Ломоносова
Не слід плутати з Ломоносовською премією, заснованою урядом Російської імперії 8 березня 1865 р.
Премії імені М. В. Ломоносова, називані іноді «Ломоносовськими» — премії, що присуджуються Московським державним університетом імені М. В. Ломоносова своїм професорам, викладачам та науковим співробітникам за наукову або педагогічну діяльність.

## Види премій
Рішенням Вченої ради МДУ присуджується два види премій імені М. В. Ломоносова.
Премія за наукові роботи, затверджена Постановою РНК СРСР від 29 травня 1944 року, має I і II ступені. Вручається щорічно за роботи, які містять видатні наукові результати теоретичного або прикладного характеру, раніше не відзначені Державною премією Російської Федерації або премією Уряду Російської Федерації.
Премія за педагогічну діяльність заснована Вченою радою Московського університету в 1992 році. Нею нагороджуються видатні досягнення в педагогічній діяльності, раніше не відзначені Державною премією Російської Федерації або іншими преміями державного рівня. Щорічно присуджується три премії для професорів і три премії для викладачів.

## Загальні відомості
Ідея премії імені М. В. Ломоносова була завжди нерозривна з Ломоносовськими читаннями — науковою конференцією, за результатами якої і відбувалося висунення на здобуття цієї нагороди. Високі вимоги до претендентів підтверджує той факт, що надалі багато з них отримували вищі наукові нагороди країни. Наприклад, академіки А. В. Арциховський, М. М. Боголюбов, Л. І. Сєдов, С. Є. Северин.
Премії присуджуються Московським університетом щорічно, до дня свого заснування — 25 січня. Отримати премію імені М. В. Ломоносова можна тільки один раз за наукові результати і один раз за педагогічну роботу. Попередньо, в попередньому році, до 30 травня для наукового напрямку та до 1 листопада для педагогічного, відбувається відбір і узгодження претендентів на Вчених радах підрозділів.
Списки претендентів, а потім і лауреатів премій публікує друкований орган МДУ — газета «Московський університет». Крім того, з 1996 року вони розміщуються і на офіційному сайті МДУ.
Лауреатам премій вручається диплом, грошова винагорода, що визначається щорічно Вченою радою МДУ, і нагрудний знак. Останній являє собою медаль у вигляді золотистого круга, діаметром 32 мм. На аверсі медалі зображено портрет М. В. Ломоносова і напис по периметру: «Лауреат премії Михайла Ломоносова». Медаль кріпиться на золотистій чотирикутній колодці з червоною шовковою муаровою стрічкою.